# Misgolas ornatus
Misgolas ornatus är en spindelart som först beskrevs av William Joseph Rainbow 1914.  Misgolas ornatus ingår i släktet Misgolas och familjen Idiopidae.
Artens utbredningsområde är Queensland. Inga underarter finns listade i Catalogue of Life.